# Artère moyenne du genou
L'artère moyenne du genou (ou artère articulaire azygos du genou ou artère articulaire moyenne du genou) est une artère du membre inférieur située au niveau du genou.

## Origine
L'artère moyenne du genou nait de la face antérieure de l'artère poplitée en dessous de l'origine des artères supéro-latérale et supéro-médiale du genou. Parfois elle peut naître de l'artère supéro-latérale.

## Trajet
L'artère moyenne du genou a une longueur de 3 à 5 cm pour un diamètre de 2 à 4 mm. L'angle formée entre cette artère et l'artère poplitée est variable en fonction de la position de la jambe par rapport à la cuisse : 90° en flexion pour 15 à 30° en extension.
Elle traverse le ligament poplité oblique et la capsule articulaire de l'articulation du genou, accompagnée de deux veines.

## Zone de vascularisation
L'artère moyenne du genou vascularise le ligament croisé antérieur et le ligament croisé postérieur, ainsi que la membrane synoviale de l'articulation du genou.

## Aspect clinique
L'artère moyenne du genou peut être lésée lors d'une arthroscopie du genou, notamment lors d'un abord postérieur par la fosse poplitée.
Elle peut également être endommagée lors de blessures traumatiques au genou.